# Chrono Gatineau
A Chrono Gatineau é uma contrarrelógio individual feminina que se disputa na cidade de Gatineau e seus arredores no estado de Quebec no Canadá.
A corrida foi criada no ano 2010 como concorrência de categoria 1.2 e desde 2011 passou a ser uma corrida de categoria 1.1 do calendário internacional feminino da UCI.
A corrida disputa-se um dia após o Grande Prêmio Ciclista de Gatineau.

## Palmarés
| Ano  | Vencedor         | Segundo            | Terceiro         |           |
| ---- | ---------------- | ------------------ | ---------------- | --------- |
| 2010 | Evelyn Stevens   | Linda Villumsen    | Alison Tetrick   |           |
| 2011 | Clara Hughes     | Amber Neben        | Jeannie Longo    |           |
| 2012 | Clara Hughes     | Evelyn Stevens     | Amber Neben      |           |
| 2013 | Carmen Small     | Joëlle Numainville | Chantal Blaak    |           |
| 2014 | Tayler Wiles     | Leah Kirchmann     | Jasmin Duehring  |           |
| 2015 | Carmen Small     | Karol-Ann Canuel   | Tayler Wiles     |           |
| 2016 | Amber Neben      | Tara Whitten       | Karol-Ann Canuel |           |
| 2017 | Lauren Stephens  | Karol-Ann Canuel   | Amber Neben      |           |
| 2018 | Amber Neben      | Karol-Ann Canuel   | Tayler Wiles     |           |
| 2019 | Amber Neben      | Leah Kirchmann     | Tayler Wiles     |           |
| 2020 | cancelado        | cancelado          | cancelado        | cancelado |
| 2021 | cancelado        | cancelado          | cancelado        | cancelado |
| 2022 | cancelado        | cancelado          | cancelado        | cancelado |
| 2023 | Anna Kiesenhofer | Amber Neben        | Emily Ehrlich    |           |
| 2024 | Franziska Brauße | Nadia Gontova      | Marta Jaskulska  |           |
| 2025 |                  |                    |                  |           |

## Palmarés por países
| País           | Vitórias |
| -------------- | -------- |
| Estados Unidos | 8        |
| Canadá         | 2        |